# セントラル短資FX
セントラル短資FX株式会社（英: Central Tanshi FX  Co.,Ltd.）は、東京都中央区日本橋本石町に本社を置く金融業。個人向けに外国為替証拠金取引のサービスを提供している。

## 概略
2002年3月に設立された「セントラル短資オンライントレード」はインターバンク市場で1世紀以上の歴史のあるセントラル短資グループの一員として、その信用やノウハウを生かして個人向け外国為替証拠金取引（FX取引）のサービスを開始した。その後、増資を繰り返して会社の資本金を 13億1,965万円に増やし、2009年3月には、会社名を現在の「セントラル短資FX株式会社」に変更した。

## 沿革
- 2002年

3月 - 日短キャピタルグループ 、セントラル短資などが出資し、「セントラル短資オンライントレード（株）」を設立（資本金 1億3,000万円）
4月 - 個人向け外国為替証拠金取引のサービスを開始
- 2004年11月 - 他社に外国為替証拠金システムを提供するサービス（ASP）を開始
- 2005年

5月 - 株主割当により増資（資本金 4億8,100万円）
11月 - 改正金融先物取引法に基づく金融先物業者の登録(関東財務局長 (金先)第51号)、社団法人金融先物取引業協会（現、一般社団法人金融先物取引業協会）へ加入
- 2007年

1月 - 「Pマーク (プライバシーマーク) 」を取得
3月 - 株主割当により増資（資本金 10億1,965万円）
4月 - 外為証拠金専業としては初めて (株) 日本格付研究所（JCR）の長期優先債務格付（現、長期発行体格付）「BBB+(安定的)」を取得
9月 - 金融商品取引法に基づく第一種金融商品取引業の登録 （関東財務局長 (金商) 第278号）
11月 - 本店を東京都港区三田に移転
- 2008年 - 11月 第三者割当により増資（資本金 13億1,965万円）
- 2009年3月 - 「セントラル短資FX株式会社」に社名変更（3月16日）
- 2013年

8月 - 投資助言・代理業の登録
9月 - 一般社団法人日本投資顧問業協会へ加入
- 2015年11月 - 一般社団法人金融ISACへ加入
- 2018年7月 - 本店を東京都中央区日本橋に移転
- 2020年6月 - 他社に外国為替証拠金システムを提供するサービス（ASP）を終了
- 2021年5月 - 第二種金融商品取引業の登録、(株) 東京金融取引所のFX取引資格およびFXクリアリング清算資格取得
- 2022年12月 - 一般社団法人日本投資顧問業協会から退会